# Brockensammlung Lübeck

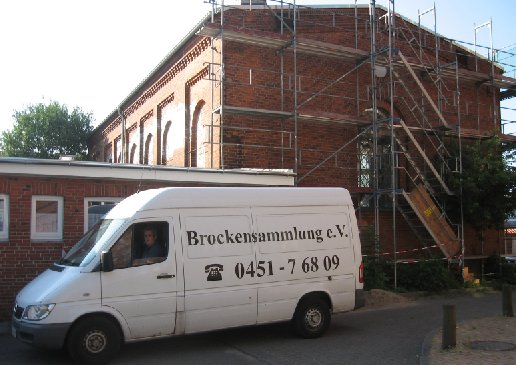
Brockensammlung Lübeck e.V., Steinrader Weg 7 in Lübeck

Die Brockensammlung Lübeck e.V. ist ein gemeinnützig anerkannter Verein in Lübeck, der sich im Bereich der Wohlfahrtspflege sozial engagiert.
Der Verein ist Mitglied im Paritätischen Wohlfahrtsverband Schleswig-Holstein, der Mitglied im Gesamtverband Der Paritätische Wohlfahrtsverband ist, und unterhält eine Sammelstelle für gut erhaltene Möbel, Hausrat, Bekleidung, Bücher in einer denkmalgeschützten ehemaligen Turnhalle am Lübecker Hauptbahnhof.

## Geschichte
Nach der Idee von Friedrich von Bodelschwingh dem Älteren und Karl Schnitger entstand 1890/1891 in Bethel (Bielefeld) die erste Brockensammlung, in der (nach Joh 6,12 ) keine Brocken verloren gehen sollten, sondern noch Brauchbares wiederverwertet werden sollte.
Im April 1913 wurde die Gemeinnützige Brockensammlung ins Leben gerufen. Die Gründer waren Lübecker Bürger vom Verein zur Fürsorge für entlassene Strafgefangene und sittlich Verwahrloste und die Lübecker Frauengruppe des Deutschen Vereins gegen den Mißbrauch geistiger Getränke.
Die Brockensammlung hatte den Zweck, von den Bürgern der Hansestadt Lübeck zur Verfügung gestellte in Kellern und Hausböden nutzlos verwahrte Sachen an Hausrat, Mobiliar, Kleidungsstücken, Schuhzeug, Spielsachen, Alteisen, Buntmetallen, Flaschen, Papier und Lumpen zu sammeln. Noch brauchbare Sachen sollten aufgearbeitet und damit in Armut lebende Personen versorgt werden.
Die erste Sammlung fand nach einem Bericht des Lübecker Volksboten am 15. März 1913 statt. Zunächst war die Brockensammlung in der Schildstraße 10 beheimatet, dann von 1916 bis 1932 in den Lübecker Salzspeichern an der Obertrave. Bis zur Einstellung der Tätigkeit 1942 während des Zweiten Weltkriegs saß der Verein am Töpferweg 20.
Nach dem Zweiten Weltkrieg wurde der Verein am 6. Februar 1951 von interessierten Kreisen um Henny Drückhammer und der Lübecker Arbeiterwohlfahrt neu gegründet. Henny Drückhammer war schon von 1916 bis 1942 Geschäftsführerin der Gemeinnützigen Brockensammlung gewesen. Anlaufstelle war zunächst eine Baracke am Konstinplatz, dann eine Baracke am Holstentorplatz, danach fand sich der Sitz in einer ehemaligen Kohlenhandlung an der Kanalstraße. Es folgten Räume im Kranen-Konvent in der Kleinen Burgstraße. Nachdem diese Räume zur Erweiterung der Mensa der Ernestinenschule benötigt wurden, zog die Brockensammlung 2010 in eine unter Denkmalschutz stehende ehemalige Turnhalle in unmittelbarer Nähe des Lübecker Hauptbahnhofs am Steinrader Weg um. Die Turnhalle war zehn Jahre lang nicht genutzt worden und wurde ab Mai 2010 für diesen Zweck saniert. An den Kosten beteiligten sich die Possehl-Stiftung und die Gemeinnützige Sparkassenstiftung zu Lübeck.